# Урупа

Урупа на карте штата.

Урупа (порт. Urupá) — муниципалитет в Бразилии, входит в штат Рондония. Составная часть мезорегиона Восток штата Рондония. Входит в экономико-статистический микрорегион Жи-Парана. Население составляет 12 974 человека на 2010 год. Занимает площадь 831,86 км². Плотность населения — 15,60 чел./км².

## География
Климат местности: экваториальный. В соответствии с классификацией Кёппена, климат относится к категории Am.

## Демография
Согласно сведениям, собранным в ходе переписи 2010 г. Национальным институтом географии и статистики (IBGE), население муниципалитета составляет:
| Полное население                               | Полное население                               | Полное население                               | Полное население                               | 12 974 |
| ---------------------------------------------- | ---------------------------------------------- | ---------------------------------------------- | ---------------------------------------------- | ------ |
| в том числе:                                   | Городское население                            | 5 137                                          | Процент городского населения, %                | 39,59  |
|                                                | Сельское население                             | 7 837                                          | Процент сельского населения, %                 | 60,41  |
|                                                | Мужское население                              | 6 731                                          | Процент мужского населения, %                  | 51,88  |
|                                                | Женское население                              | 6 243                                          | Процент женского населения, %                  | 48,12  |
| Плотность населения, чел/км²                   | Плотность населения, чел/км²                   | Плотность населения, чел/км²                   | Плотность населения, чел/км²                   | 15,60  |
| Население муниципалитета в % к населению штата | Население муниципалитета в % к населению штата | Население муниципалитета в % к населению штата | Население муниципалитета в % к населению штата | 0,83   |

По данным оценки 2015 года население муниципалитета составляет 13 293 жителя.

## Важнейшие населенные пункты
| № | Населённый пункт | Населённый пункт (порт.) | Категория | Население чел. (2010) | На карте                        |
| - | ---------------- | ------------------------ | --------- | --------------------- | ------------------------------- |
| 1 | Урупа            | Urupá                    | город     | 5137                  | 11°07′35″ ю. ш. 62°22′10″ з. д. |
| 2 | Нова-Альянса     | Nova Aliança             | поселок   | 177                   | 11°11′19″ ю. ш. 62°29′17″ з. д. |
| 3 | Примавера        | Primavera                | поселок   | 145                   | 11°05′15″ ю. ш. 62°18′10″ з. д. |